# Filho da Puta
Filho da Puta (14 de abril de 1812 – 25 de agosto de 1835) foi um cavalo puro-sangue inglês do turfe da Grã-Bretanha que ganhou nove de suas doze corridas, inclusive a "St. Leger Stakes" e a "Doncaster Cup". Ele foi pai do cavalo Birmingham que venceu em St. Leger em 1830 e foi o mais importante “Leading Sire” da Grã-Bretanha e Irlanda em 1828. Filho da Puta pertenceu a Sir William Maxwell e posteriormente a  Mr. Houldsworth.
O nome "Filho da Puta" se originou da irritação de Sir Willian Barnett, proprietário do Haras onde nasceu o animal, o qual, quando do nascimento do potrinho, soube que fora traído pela esposa. Sir William, que vivera em Portugal e conhecia bem a língua portuguesa, num excesso de raiva deu este nome ao futuro campeão.
Filho da Puta foi pintado em óleo na tela por um famoso pintor inglês chamado John Frederick Herring no ano de 1815. Está exposto no Doncaster Museum Service (Inglaterra). O quadro mede 34.5 x 45 cm e foi comprado pelo museu em 1958.

## Características
Filho da Puta foi descrito como sendo um cavalo de alta qualidade e poderoso. Ele era um cavalo baio (cujas características são pelo castanho com crina e extremidades pretas) com uma marca branca na cabeça. Nasceu em 14 de abril de 1812 e foi cruzado pelo T. Hornby. Ele foi filho de Haphazard, que venceu três Great Subscription Purses. Como cavalo de padreação, Haphazard também produziu os vencedores Antar e Reginald, que valeram 2000 guinéus, Rowena, vencedor de 1000 guinéus e o Figaro, vencedor do torneio Doncaster. A mãe do Filho da Puta era Mrs Barnet, que por sua vez era filha de Waxy (ver "Pedigree").

## Histórico

### 1814
Em setembro de 1814 (com dois anos), ele venceu Agapanthus e uma potranca de Clinker para ganhar o sweepstake de vinte guinéus (cada um) na última milha da prova Pontefract;

### 1815
Em 1815 (com três anos), Filho da Puta voltou para a pista, no final de março, quando venceu um sweepstake de cem guinéus em Catterick Bridge,  Restoration terminou em segundo lugar e uma potranca Shuttle foi a última dos três em uma e meia milha de corrida. No outono, ele venceu o St. Leger Stakes em Doncaster Racecourse, batendo quatorze rivais. Orville colt de William Fitzwilliam, 4 º Conde Fitzwilliam terminou em segundo lugar, com Fulford terceiro e em quarto Shepherd. Três dias depois ele bateu dois adversários para ganhar os Stakes Clube Doncaster de mais de duas milha. Eem sua última corrida da temporada, ganhou a quatro milhas da Richmond Coup, batendo Doctor Syntax em segundo lugar, com Luck All castrado terminando em terceiro lugar dos dez corredores. Filho da Puta começou a corrida como a de 1/3 favorito;[carece de fontes?]

### Primeira derrota (1816)
Em 1816, com quatro anos de idade, o Filho da Puta foi vencido pela primeira vez em sua carreira, quando perdeu ao cavalo Mr. Nevill do Sir Joshua em um match de 1000 guinéus, em uma prova de mais de milha em Newmarket. Filho da Puta perdeu por uma estreita distância de meio neck (distância equivalente ao comprimento do pescoço do cavalo), com apostas na razão de 6 a 4 no Sir Joshua . (Ou seja, cada seis guinéus apostados no cavalo de Joshua, quatro eram apostados no Filho da Puta.) Imediatamente após a derrota, Mr. Houldsworth ofereceu a correr novamente no dia seguinte, desta vez valendo o dobro do montenta, mantendo as distâncias as mesmas. O desafio foi rejeitado.
No verão, foi batido por Doctor Syntax na Preston Gold Cup. Antes de retornar a Doncaster, em outubro, venceu quatro cavalos em sweepstake de 50 guinéus cada em St. Leger. Mais tarde, venceu como  provável favorito a Copa do Doncaster (4 quilômetros). Venceu também a corrida de Leopold. Em Richmond bateu Rasping e Clinkerina para ganhar os Stakes Dundas. No final do dia, porém, ele terminou terceiro, atrás de Leopold e The Duchess na Copa Ouro.[carece de fontes?]

### 1817–18 (ferimento e aposentadoria)
Filho da Puta não competiu em 1817 devido a uma lesão na pata, mas foi mantido em treinamento. Sua última corrida foi em 1818, quando após o início como o grande favorito, foi batido por Cerberus em um match de mais de dois quilômetros no Hipódromo de York. Depois desta prova, foi aposentado para um haras onde viveu até seu falecimento em 1835.

## Pedigree
| Pai Haphazard (GB) br. 1797 | Sir Peter Teazle (GB) br. 1784 | Highflyer 1774      | Herod*         |
| Pai Haphazard (GB) br. 1797 | Sir Peter Teazle (GB) br. 1784 | Highflyer 1774      | Rachel         |
| Pai Haphazard (GB) br. 1797 | Sir Peter Teazle (GB) br. 1784 | Papillon 1769       | Snap           |
| Pai Haphazard (GB) br. 1797 | Sir Peter Teazle (GB) br. 1784 | Papillon 1769       | Miss Cleveland |
| Pai Haphazard (GB) br. 1797 | Miss Hervey (GB) ch. 1775      | Eclipse* ch. 1764   | Marske         |
| Pai Haphazard (GB) br. 1797 | Miss Hervey (GB) ch. 1775      | Eclipse* ch. 1764   | Spilletta      |
| Pai Haphazard (GB) br. 1797 | Miss Hervey (GB) ch. 1775      | Clio 1760           | Young Cade     |
| Pai Haphazard (GB) br. 1797 | Miss Hervey (GB) ch. 1775      | Clio 1760           | Starling mare  |
| Mãe Mrs Barnet (GB) b. 1806 | Waxy (GB) b. 1790              | Pot-8-Os 1773       | Eclipse*       |
| Mãe Mrs Barnet (GB) b. 1806 | Waxy (GB) b. 1790              | Pot-8-Os 1773       | Sportsmistress |
| Mãe Mrs Barnet (GB) b. 1806 | Waxy (GB) b. 1790              | Maria b. 1777       | Herod*         |
| Mãe Mrs Barnet (GB) b. 1806 | Waxy (GB) b. 1790              | Maria b. 1777       | Lisette        |
| Mãe Mrs Barnet (GB) b. 1806 | Woodpecker mare (GB) b. 1788   | Woodpecker ch. 1773 | Herod*         |
| Mãe Mrs Barnet (GB) b. 1806 | Woodpecker mare (GB) b. 1788   | Woodpecker ch. 1773 | Miss Ramsden   |
| Mãe Mrs Barnet (GB) b. 1806 | Woodpecker mare (GB) b. 1788   | Heinel 1771         | Squirrel       |
| Mãe Mrs Barnet (GB) b. 1806 | Woodpecker mare (GB) b. 1788   | Heinel 1771         | Principessa    |

Note: b. = Bay, br. = Brown, ch. = Chestnut